# Marilyn Scott (Gospelsängerin)
Marilyn Scott (auch Mary Deloatch) ist eine ehemalige US-amerikanische Gospel-, Blues- und Rhythm-&-Blues-Sängerin.
Scott nahm zwischen 1945 und 1951 eine Reihe von Gospelnummern wie „I’ll Ride On a Cloud With My Lord“, „Rumors of War“ (Savoy Records 4039) und „The New Gospel Street“ (Regent Records 1034) auf; unter dem Pseudonym Mary Deloatch sang sie auch anzügliche R&B- und Blues-Songs wie „Let’s Do the Boogie Woogie“, die zwischen 1943 und 1953 entstanden. Auf der Single „Beer Bottle Boogie“/„Uneasy Blues“ (Regent 1025) wurde sie vom Johnny-Otis-Orchester begleitet. Ihr Bluesgesang orientierte sich am ländlichen Piedmont Blues; ihr Gospelgesang an Sister Rosetta Tharpe.

## Diskographische Hinweise
- I Got What My Daddy Likes (1988)